# Pall Mall (straat)

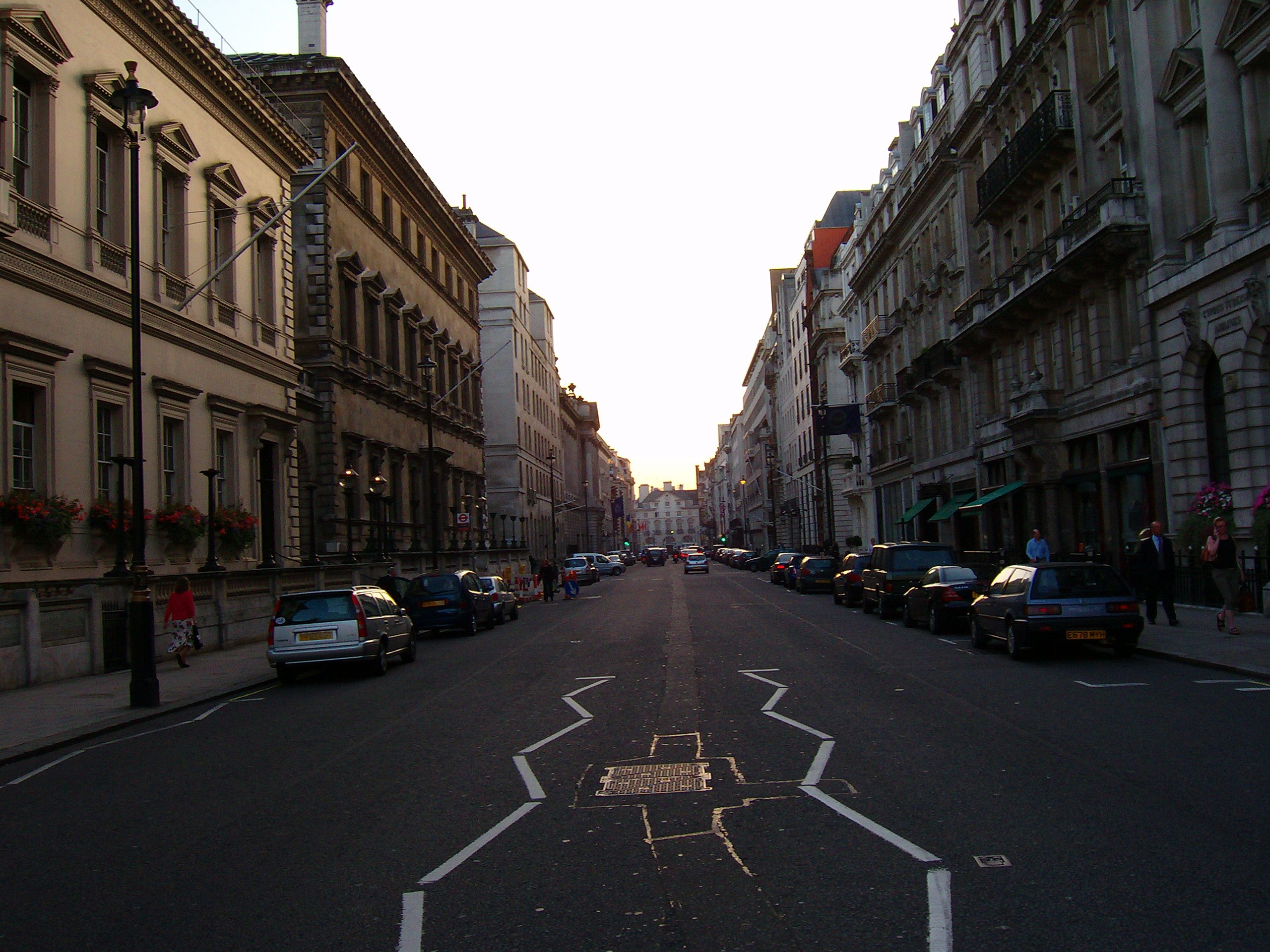
Pall Mall

Pall Mall is een straat in de wijk Westminster in Londen. Hij loopt parallel aan The Mall. 
De straat werd vooral bekend door de vele herenclubs die hier werden gevestigd aan het eind van de 19e en het begin van de 20e eeuw. Deze clubs ontwikkelden zich uit de 17e-eeuwse koffiehuizen. De United Services Club werd gebouwd door de beroemde Engelse architect John Nash, die ook verantwoordelijk was voor de aanleg van diverse wijken en straten. Andere bekende clubs zijn het Athenaeum, de Travellers' Club en de Reform Club. Deze clubs zijn nog altijd goed onderhouden, maar alleen toegankelijk voor leden en hun gasten. 

Ook de National Gallery, de Royal Academy of Arts en  het veilinghuis Christie's zijn enige tijd aan Pall Mall gevestigd geweest.
De naam van de straat is afgeleid van "pallemaile" (maliespel), een spel dat er gespeeld werd in de 17e eeuw. Het spel was de voorloper van croquet en kan vergeleken worden met een vorm van golf.